# Sabrina Claudio
Sabrina Claudio (Miami, 19 de setembro de 1996) é uma cantora e compositora americana.

## Vida e Carreira
Sabrina Claudio lançou seu primeiro EP intitulado "Confidently Lost", que foi lançado de forma independentemente em março de 2017 em sua conta no SoundCloud. Seu single "Unravel Me" chegou a posição #22 na "Billboard Twitter Emerging Artists", e seu single "Belong to You" chegou a posição #2 na mesma tabela. Sua mixtape de estreia, "About Time", foi lançada em 5 de outubro de 2017. Atingiu a posição #13 na tabela "Top R&B Albums" da Billboard.
Ela cresceu em Miami e tem descendência cubana e porto-riquenha. Mais tarde, ela se mudou para Los Angeles, onde começou a levar a sua carreira musical mais a sério. Ela começou a gravar e lançar covers de vídeos no Twitter e YouTube antes de fazer a transição para as faixas originais que ela lançou no SoundCloud. Ao longo de 2016, lançou vários singles, incluindo "Runnin 'Thru Lovers","Orion's Belt" e Confidently Lost. E também foi destaque no single de Duckwrth intitulado "I'm Dead" do seu álbum I'm Uugly.
Foi anunciado em agosto de 2017 que Sabrina estaria em turnê na América do Norte com 6LACK em sua turnê "Free 6lack Tour".
Em 5 de outubro de 2017, a mixtape digital de estréia dela, About Time, foi oficialmente lançada. A mixtape é suportada pelos singles "Unravel Me" e "Belong to You". De outubro a novembro de 2017, a Apple Music promoveu Sabrina Claudio como seu artista Up Next, uma série que se concentra em artistas inovadores, documentando sua jornada, inspiração e influências através de entrevistas exclusivas, performances ao vivo e um mini-documentário.
Em 2 de abril de 2018, Sabrina lançou o single "All to You", seguido por "Don't Let Me Down" com Khalid em 4 de abril, de seu próximo álbum de estréia, que deve ser lançado ainda em 2018.

## Discografia

### Álbuns de estúdio
| Título     | Data de Lançamento                 | Posição no Chart | Posição no Chart | Posição no Chart | Posição no Chart |
| Título     | Data de Lançamento                 | US               | USR&B            | USHeat           | NZHeat           |
| ---------- | ---------------------------------- | ---------------- | ---------------- | ---------------- | ---------------- |
| About Time | - Lançado em: 5 de Outubro de 2017 | 115              | 13               | 10               | 9                |

### EPs
| Título           | Data de Lançamento              | Posição no Chart |
| Título           | Data de Lançamento              | USHeat           |
| ---------------- | ------------------------------- | ---------------- |
| Confidently Lost | - Lançado em: 3 deMarço de 2017 | 18               |

### Singles
| Título                           | Ano  | Posição no Chart | Posição no Chart | Álbum      |
| Título                           | Ano  | USR&B            | NZHeat.          | Álbum      |
| -------------------------------- | ---- | ---------------- | ---------------- | ---------- |
| "Unravel Me"                     | 2017 | —                | —                | About Time |
| "Belong to You"                  | 2017 | —                | —                | About Time |
| “All to You"                     | 2018 | —                | —                | —          |
| "Don't Let Me Down" (com Khalid) | 2018 | 22               | 10               | —          |

#### Participações
| Título                                                | Ano  | Álbum     |
| ----------------------------------------------------- | ---- | --------- |
| "I'm Dead" (Duckwrth com Sabrina Claudio e Sad Money) | 2016 | I'm Uugly |

### Aparições
| Título                                 | Ano  | Álbum                                                           |
| -------------------------------------- | ---- | --------------------------------------------------------------- |
| "Cross Your Mind"                      | 2018 | Cinquenta Tons de Liberdade: Original Motion Picture Soundtrack |
| "Cross Your Mind" (versão em espanhol) | 2018 | Cinquenta Tons de Liberdade: Original Motion Picture Soundtrack |

### Videoclipes
| Título                          | Ano  | Diretores         | Ref.   |
| ------------------------------- | ---- | ----------------- | ------ |
| "Orion's Belt"                  | 2016 | DOBS & Sean Gowdy | [ 26 ] |
| "Confidently Lost"              | 2016 | Daniel Behrens    | [ 27 ] |
| "Tell Me" e "Too Much Too Late" | 2017 | Daniel Behrens    | [ 28 ] |
| "Unravel Me"                    | 2017 | Sasha Samsonova   | [ 29 ] |
| "Belong to You"                 | 2017 | Millicent Hailes  | [ 30 ] |
| "Stand Still"                   | 2017 | Baxter Stapleton  | [ 31 ] |